# Ołeksandr Zinczenko (polityk)
Ołeksandr Ołeksijowycz Zinczenko, ukr. Олександр Олексійович Зінченко (ur. 16 kwietnia 1957 w Sławucie, zm. 9 czerwca 2010 w Kijowie) – ukraiński polityk.

## Życiorys
Z wykształcenia fizyk. Od 2002 do 2005 pełnił rolę wiceprzewodniczącego Rady Najwyższej. Należał do bliskich współpracowników Wiktora Medwedczuka. W 2003 związał się z Naszą Ukrainą. Jesienią 2004 został szefem sztabu wyborczego Wiktora Juszczenki. Po jego zwycięstwie wyborczym objął urząd szefa administracji prezydenckiej. Konflikt z prezydenckim ministrem Ołeksandrem Tretiakowem i wysunięte w następstwie insynuacje co do powiązań korupcyjnych, zapoczątkowały konflikt prowadzący w efekcie do dymisji obu tych urzędników, a także rządu Julii Tymoszenko.
Opuścił Ludowy Związek "Nasza Ukraina", nie porozumiał się jednak co do startu z listy BJuT. W efekcie w wyborach parlamentarnych w 2006 kandydował (po uprzednim objęciu stanowiska przewodniczącego) z listy Partii Patriotycznych Sił Ukrainy, która uzyskała poniżej 0,5% głosów. Kilka miesięcy później porozumiał się z prezydentem, obejmując stanowisko jego doradcy. Od 2008 związany z BJuT, został doradcą Julii Tymoszenko i radnym Kijowa.